# 23895 Akikonakamura
23895 Akikonakamura è un asteroide della fascia principale. Scoperto nel 1998, presenta un'orbita caratterizzata da un semiasse maggiore pari a 2,5743765 UA e da un'eccentricità di 0,1750157, inclinata di 8,30765° rispetto all'eclittica.